# Giải vô địch bóng đá nữ châu Á 1975
Giải vô địch bóng đá nữ châu Á 1975 diễn ra tại Hồng Kông từ 25 tháng 8 đến 2 tháng 9 năm 1975 là Giải vô địch bóng đá nữ châu Á đầu tiên. Đội tuyển vô địch là New Zealand sau khi đánh bại Thái Lan trong trận chung kết.

## Địa điểm
Tất cả các trận đấu được tổ chức tại Sân vận động Chính phủ ở Hồng Kông. 
| Hồng Kông | Hồng Kông              |
| --------- | ---------------------- |
| Hồng Kông | Sân vận động Chính phủ |
| Hồng Kông | Sức chứa: 40.000       |
| Hồng Kông |                        |

## Vòng bảng

### Bảng A
| Đội       | Tr | T | H | B | BT | BB | HS | Đ |
| --------- | -- | - | - | - | -- | -- | -- | - |
| Thái Lan  | 2  | 2 | 0 | 0 | 6  | 2  | +4 | 4 |
| Úc        | 2  | 1 | 0 | 1 | 5  | 3  | +2 | 2 |
| Singapore | 2  | 0 | 0 | 2 | 0  | 6  | −6 | 0 |

| Thái Lan                                  | 3 – 2 | Úc                                  |
| ----------------------------------------- | ----- | ----------------------------------- |
| Boabutr 20' · Chaisawat 29' · Thongsa 52' |       | O'Connor 58' · Abenthum 60' (ph.đ.) |

| Thái Lan                          | 3 – 0 | Singapore |
| --------------------------------- | ----- | --------- |
| Thongsa 19' · Monchanuan 22', 46' |       |           |

| Úc                                   | 3 – 0 | Singapore |
| ------------------------------------ | ----- | --------- |
| Barry 19' · Dolan 52' · O'Connor 60' |       |           |

### Bảng B
| Đội         | Tr | T | H | B | BT | BB | HS | Đ |
| ----------- | -- | - | - | - | -- | -- | -- | - |
| New Zealand | 2  | 2 | 0 | 0 | 5  | 0  | +5 | 4 |
| Malaysia    | 2  | 1 | 0 | 1 | 2  | 3  | −1 | 2 |
| Hồng Kông   | 2  | 0 | 0 | 2 | 0  | 4  | −4 | 0 |

| Hồng Kông | 0 – 2 | New Zealand           |
| --------- | ----- | --------------------- |
|           |       | Marshall 8' · Lee 60' |

| New Zealand                       | 3 – 0 | Malaysia |
| --------------------------------- | ----- | -------- |
| Simeonoff 14' · Marshall 33', 43' |       |          |

| Hồng Kông | 0 – 2 | Malaysia                   |
| --------- | ----- | -------------------------- |
|           |       | Ashikin 45' · Fadzilla 58' |

## Vòng đấu loại trực tiếp
|  | Bán kết     | Bán kết  |               |   | Chung kết | Chung kết |
|  |             |          |               |   |           |           |
|  | 31 tháng 8  |          |               |   |           |           |
|  |             |          |               |   |           |           |
|  | New Zealand | 3        |               |   |           |           |
|  | New Zealand | 3        | 2 tháng 9     |   |           |           |
|  | Úc          | 2        |               |   |           |           |
|  | Úc          | 2        | New Zealand   | 3 |           |           |
|  | 31 tháng 8  |          | New Zealand   | 3 |           |           |
|  |             | Thái Lan | 1             |   |           |           |
|  | Thái Lan    | Thái Lan | 1             | 3 |           |           |
|  | Thái Lan    |          |               | 3 |           |           |
|  | Malaysia    | 0        |               |   |           |           |
|  | Malaysia    | 0        | Tranh hạng ba |   |           |           |
|  |             |          |               |   |           |           |
|  | 2 tháng 9   |          |               |   |           |           |
|  |             |          |               |   |           |           |
|  | Úc          | 5        |               |   |           |           |
|  | Úc          | 5        |               |   |           |           |
|  | Malaysia    | 0        |               |   |           |           |

### Bán kết
| New Zealand                   | 3 – 2 | Úc        |
| ----------------------------- | ----- | --------- |
| Richardson ?', 50' · Marshall |       | Barry 48' |

| Thái Lan                         | 3 – 0 | Malaysia |
| -------------------------------- | ----- | -------- |
| Monchanuan 4', 35' · Chaudet 36' |       |          |

### Tranh hạng ba
| Úc | 5 – 0 | Malaysia |
| -- | ----- | -------- |
|    |       |          |

### Chung kết
| New Zealand                                 | 3 – 1 | Thái Lan    |
| ------------------------------------------- | ----- | ----------- |
| Marshall 4', 29' · Hetherington 50' (ph.đ.) |       | Thongsa 41' |